# 47 Весов
47 Весов (лат. 47 Librae, HD 142378) — двойная звезда в созвездии Весов на расстоянии (вычисленном из значения параллакса) приблизительно 696 световых лет (около 213 парсеков) от Солнца. Видимая звёздная величина звезды — +5,957m.

## Характеристики
Первый компонент — бело-голубая звезда спектрального класса B2/3V. Радиус — около 5,07 солнечных, светимость — около 222,07 солнечных. Эффективная температура — около 9674 К.
Второй компонент удалён на 0,5 угловых секунды.